# Kodak-Entscheid
Kodak-Entscheid oder Kodak-Urteil nennt man ein Urteil des Schweizerischen Bundesgerichts aus dem Jahre 1999 über die Zulässigkeit von Parallelimporten.

## Inhalt
Die Kodak SA führte einen Gerichtsprozess gegen die Jumbo-Markt AG. In diesem Urteil ging es um die Zulässigkeit von Parallelimporten patentrechtlich geschützter Produkte. Da es keine nationale oder internationale Regelung gab, bestand eine echte Gesetzeslücke im Sinne von Art. 1 Abs. 2 ZGB. Nach traditioneller schweizerischer Rechtsauffassung, Rechtsvergleichung und nach Abwägen der betroffenen Interessen, entschied sich das Bundesgericht für eine nationale Erschöpfung von Patentrechten. Das bedeutet, dass Parallelimporte patentrechtlich geschützter Güter gegen den Willen des Patentinhabers grundsätzlich unzulässig sind.
Bei allen anderen Immaterialgüterrechten gilt in der Schweiz weiterhin eine internationale Erschöpfung.

## Folgen
Aufgrund des Kodak-Urteils wurden als Korrektiv zu einer missbräuchlichen Verwendung der nationalen Erschöpfung zwei Bestimmungen in die Revision des Kartellgesetzes (in Kraft seit dem 1. April 2004) eingefügt. Im Einzelfall besteht demnach die Möglichkeit des Parallelimports auch patentgeschützter Güter. Verhält sich der Patentinhaber kartellrechtswidrig und beruft sich auf der Basis einer Abrede mit einem anderen Unternehmen (insbesondere einer Vertikalabrede) oder unter Missbrauch seiner marktbeherrschenden Stellung auf sein Patent und versucht so den Parallelimport zu verhindern, ist ein Parallelimport erlaubt. Der Inhaber von Immaterialgüterrechten kann sich somit nicht gegen Parallelimporte zur Wehr setzen, wenn die Ausübung seines Ausschliesslichkeitsrechts eine unzulässige Wettbewerbsbeschränkung im Sinne des Kartellgesetzes darstellt.